# المدرسة المرادية (دمشق)
المدرسة المُراديَّة أو المدرسة المُراديَّة البرَّانيَّة أو المدرسة النقشبنديَّة البرَّانيَّة هي إحدى مدارس دمشق العائدة للعصر العُثماني. أنشأها العالم الشّيخ مُراد بن علي البُخاري النقشبندي وأوقفها، وكانت أساسًا خانًا للَّهو والفُجُور، فتحوَّلت إلى مدرسةٍ مرموقة فيها مكتبة نفيسة. شُبِّهت بالأزهر في مصر حتَّى أطلق عليها البعض لقب «أزهر دمشق». قال ابن بدران الدمشقي الحنبلي: «كَانَت مَحَطَّ رِحال الأفاضل معمُورةٌ بِالعُلماءِ وطُلَّاب الْعلم وَلَهُم من أوقافِها مَا يَكفِيهم وَكَانَ بهَا مَكتَبَةٌ عَظِيمَة حَتَّى كَانَت يُقَال لَهَا أَزْهَر دمشق».
ومُرادٌ بن عليّ المذكور سمرقنديّ الأصل والمولد. هاجر إلى الديار الهنديَّة وكانت حينذاك تحت حُكم السُلالة المغوليَّة التيموريَّة، فأخذ الطريقة النقشبنديَّة وتصوَّف وحجّ. ثُمَّ تنقَّل بين بلادٍ مُختلفة قبل أن يستوطن دمشق بعد سنة 1080هـ. أقطعه السُلطان العُثماني مُصطفى بن مُحمَّد بعض القُرى من أعمال دمشق، فبنى هذه المدرسة التي نُسبت إليه، وممَّا اشترطه في كتاب وقفها أن «لا يسكُنها شاربٌ للتُتُن». قال ابن بدران: «وَشَرَطَ فِي كتاب وَقفهِ أنَّهُ لَا يسكُنُهَا أمرَد وَلَا مُتزوِّج وَلَا شَارِبٌ للتُتُن…».
تتكوَّن المدرسة من صحنٍ ومُصلَّى ومدفن. أمَّا الصحن فمفروشٌ بالفُسيفساء وإلى شماليه وغربيه سبع غُرف للمُجاورين. وإلى الجنوب ثلاث قناطر ومن ورائها المُصلَّى، وهو مُؤلَّف من غُرفة واسعة ذات قوسٍ عظيم، وفيه محرابٌ ومنبر، وإلى يمين المحراب قبَّة فخمة بحيطانٍ مُزخرفة تحتها قبران كبيران. وعلى القبر لوحة نُقشت عليها أبياتٌ من الشعر. كان لهذه المدرسة بابٌ كبير سُدَّ لاحقًا، وما زالت آثاره ظاهرة، واستُعيض عنه ببابٍ صغير يُدخل منه إلى الجامع. وإلى جانبه مئذنةٌ مُستديرةٌ مبنيَّة من الحجارة السوداء والبيضاء نُقش على قاعدتها المُربَّعة ما نصُّه:
أساء نُظَّار الوقف الأمانة في وقتٍ لاحق، فباعوا جانبًا من أوقاف المدرسة وقطوا رواتب طلبتها. قال ابن بدران: «…ثُمَّ إنَّ نُظَّارَهَا باعوا جانبًا من أوقافها وَقَطعُوا راتب الطّلبَة وأمست فِي عصرنا هَذَا كأمثالها خَالِيَةً من دراسةِ الْعلم مُعطَّلة عَن الِانْتِفَاعِ بهَا يسكُنُهَا بعض الْفُقَرَاء وَبَعض من لَا شُغلَ لَهُ…». كما سُرقت أكثر موجودات مكتبة هذه المدرسة ولم يبقَ منها سوى مائتين وستين مخطوطة.
كادت هذه المدرسة وسائر المعالم التُراثيَّة والأثريَّة في سوق ساروجة أن تتهدَّم وتندثر نتيجة حريقٍ كبيرٍ اندلع خلال أواسط شهر تمُّوز (يوليو) 2023م، اتُّهمت إيران ووُكلائها العقاريين بالمنطقة، إلى جانب النظام السوري، بالوُقُوف وراءه لإجبار السُكَّان على بيع مُمتلكاتهم لإحداث تغييرٍ في التركيبة السُكَّانيَّة.

## حاشية
- ^ أ: وفقًا لهذه المُدوَّنة فإنَّ هذا التاريخ يُشيرُ لإعادة بناء المئذنة بعد زلزال سنة 1173هـ = 1759م وليس التاريخ الأصل لبناء المدرسة. المُدوَّنات ليست مصادر موثوقة وفقًا لسياسات ويكيبيديا، وإنَّما ذُكرت في هذه الحاشية لإتمام الفائدة.